# Tobias Kaspar
Tobias Kaspar (* 1984 in Basel) arbeitet als Künstler im Bereich Fotografie, Textil und Installationen und lebt in Berlin, Riga und Zürich. Tobias Kaspar wurde beeinflusst von Künstlern aus der Appropriation Art, Konzeptkunst und Institutional critique. 2018 eröffnete die Kunsthalle Bern seine anonyme Einzelausstellung Independence.

## Leben
Kaspar studierte von 2005 bis 2011 an der Hochschule für bildende Künste Hamburg (HFBK) und von 2009 bis 2010 an der Städelschule in Frankfurt am Main. Während seiner Studienzeit erhielt er 2009 den Förderpreis der HFBK Hamburg und wurde 2010 sowie 2015 mit dem Swiss Art Awards ausgezeichnet.
Nach dem Studium an der HFBK Hamburg und Städelschule Frankfurt zog Tobias Kaspar nach New York und später nach Berlin sowie Rom und Riga. Als Diplom an der HFBK Hamburg stellte Tobias Kaspar 2011 die Arbeit „Lumpy Blue Sweater“ (2010) aus. 2009 stellte Tobias Kaspar gemeinsam mit Mikael Brkic den ersten Lumpy Blue Sweater in Tiflis (Georgien) auf einem Flohmarkt aus, wo dieser, angelehnt an David Hammons berühmten „Schneeball-Verkauf“, zum Kauf angeboten wurden.

## Wirken
Kaspars Werk zeichnet sich durch die Verwendung unterschiedlicher Medien aus, darunter Fotografie, Video, Installation und Skulptur. Ein zentrales Thema seiner Arbeit ist die Untersuchung der Wechselwirkungen zwischen Objekt, Bild, Text, Form und Inhalt. Dabei stellt er Fragen zur Identität und zur Konstruktion derselben in westlichen Gesellschaften. Relevante Einzelausstellungen von Tobias Kaspar fanden zudem 2021 im Musée d’art moderne et contemporain (MAMCO) in Genf statt, The Cherry Orchard. Tobias Kaspars Installation The Cherry Orchard ist eine moderne Interpretation von Tschechows gleichnamigem Theaterstück und verband theatrale Inszenierung mit visueller Installation. Thematisch setzte sich die Arbeit mit dem Niedergang des Adels, der Globalisierung und der Krise des Spätkapitalismus auseinander und bezog dabei Elemente aus der russischen sowie westlichen Geschichte ein. Die Installation beinhaltet original Abfall sowie handbemalte Bronzeabgüsse und von dem letzten McDonald’s-Abfall aus Sankt Petersburg, bevor diese aufgrund des Ukraine-Krieges geschlossen wurde.
In den letzten Jahren hat Kaspar sich nicht nur mit der Erforschung der Handelswege der ästhetischen Ökonomie einen Namen gemacht, sondern auch durch die Etablierung eigener Merchandising-Produkte – sowie einer Zeitschrift und Jeanslinie. Dabei greift Tobias Kaspar auf Strategien zurück, die mit der Ästhetik der institutionellen Kritik arbeiten, indem sie die Arbeitsbedingungen in der Kunstindustrie offenlegen. Tobias Kaspar erste Jeans wurde 2012 im Modeladen Andreas Murkudis in Berlin vorgestellt. Diverse institutionelle Einzelausstellungen von Tobias Kaspar wurden mit neuen Jeans-Modellen begleitet, u. a. 2013 im Midway Contemporary Art in Minneapolis oder 2018 in der Kunsthalle Bern. Der italienische Designer Fabio Quaranta realisierte 2016 für Tobias Kaspar Blockbuster Ausstellung The Street in den Cinecittà-Filmstudios in Rom. Der Verlag der Buchhandlung publizierte zu dem Projekt 2018 die Publikation The Street Cards mit unter anderem einem Text von Hans Christian Dany.
Seit 2019 stellt Tobias Kaspar regelmässig in Asien aus, 2019 in der Galerie Urs Meile in Peking, gefolgt von einer umfangreichen Einzelausstellung 2022 in der Foundry Seoul in Südkorea und der 2024 Museumsausstellung End of an Era im MadeIn Art Museum in Shanghai.

## Provence
Während dem Studium an der HFBK Hamburg initiierte Tobias Kaspar 2009 gemeinsam mit Daiga Grantina, Hannes Loichinger und Pascal Storz die Gründung des Kunstbuchverlages Provence (Eigenschreibweise „PROVENCE“). Provence wurde 2009 in Basel mit einer Ausstellung mit Werken von John Knight und Ghislain Mollet-Viéville erstmals vorgestellt.

## Photographie
Tobias Kaspar hat die zeitgenössische Fotografie massgeblich geprägt, indem er sie mit Mode, Konsumkultur und Institutionskritik verknüpft. Seine Arbeiten hinterfragen traditionelle Grenzen und eröffnen neue Perspektiven auf das Medium.
Kaspars fotografisches Schaffen ist geprägt von Vielseitigkeit und konzeptuellem Tiefgang. Häufig kombiniert er Fotografie mit anderen Medien wie Video, Installation oder Skulptur, um Konstruktionen von Identität in westlichen Gesellschaften zu hinterfragen. Der Einsatz von Stoffen und Stickereien im fotografischen Kontext thematisiert das Zusammenspiel von Bild, Objekt und Text.
In seiner Ausstellung Bodies in the Backdrop von 2012 in der Halle für Kunst in Lüneburg zeigte er Fotografien von Besucher*innen der Guggenheim Foundation in Venedig, kombiniert mit Zitaten aus der Autobiografie von Peggy Guggenheim. Die Inszenierung mit rotem Teppich und theatralischer Bühne unterstrich die performativen Aspekte von Kunstausstellungen und des Kunstbetriebs insgesamt.
2024 zeigte Kaspar im MadeIn Art Museum in Shanghai die Serie Shanghai Portraits, bestehend aus Fotografien von Kleidungsstücken der Marke Off-White von Virgil Abloh, bedruckt mit Gemälden von Caravaggio. Indem er diese ungetragenen Kleidungsstücke fotografierte, untersuchte Kaspar die Schnittstelle zwischen klassischer Kunst und zeitgenössischer Mode – und kommentierte zugleich die Kommodifizierung von Kunst und Identität.

## Bücher
- Tobias Kaspar: New Address. les presses du reél. ISBN 978-88-97503-72-9 (lespressesdureel.com, englisch)

## Einzelausstellungen
- 2009: New Jerseyy, Basel[21]
- 2011: Why Sex Now, Alex Zachary Gallery, New York[8]
- 2012: Bodies in the Backdrop , Halle Fuer Kunst, Lüneburg[19]
- 2021: Personal Shopper (Retail Apocalypse), Froschaugasse 4, Zurich[22]
- 2021: Rented Life (Part 1), Musée d'art moderne et contemporain (MAMCO), Geneva[23]
- 2022: Personal Shopper, FOUNDRY SEOUL, South Korea[24]
- 2022: Personal Shopper, Galerie Peter Kilchmann, Zürich[25]
- 2022: The Cherry Orchard (Part 2), Musée d'art moderne et contemporain (MAMCO), Geneva[26]
- 2023: The Complete Interview Magazine, Issue 529, Winter 19 (restaged), VI VII, Oslo[27]
- 2024: End of an Era, MadeIn Art Museum, Shanghai[16]
- 2024: Stereotypical Artist, Lars Friedrich, Berlin[28]
- 2024: The Paris Agreement, Bonny Poon / Conditions, Paris

## Gruppenausstellungen
- 2011: So machen wir es-Techniken und Ästhetik der Aneignung - Von Ei Arakawa bis Andy Warhol, Kunsthaus Bregenz[29]
- 2013: Frozen Lakes, Artists Space, New York[30]
- 2014: Blue Times, Kunsthalle Wien[31]
- 2014: Coming of Age for Ages, Halle für Kunst Lüneburg, Lüneburg[32]
- 2015: Off Broadway, Wattis Institute for Contemporary Art, San Francisco cur. by Nairy Baghramian[33]
- 2016: Bread And Roses - Artists And The Class Divide, Museum of Modern Art in Warsaw[34]
- 2017: 5 Years of VI, VII, Independent Régence, Brussels[35]
- 2018: Fashion Drive, Kunsthaus Zürich[36]
- 2020: Im Volksgarten, Kunsthaus Glarus[37]
- 2021: Artists' Library: 1989-2021, Museum of Contemporary Art of Rome (MACRO), Rome[38]
- 2022: Information (Today), Astrup Fearnley Museet, Oslo[39]
- 2025: Accumulation, Migros Museum für Gegenwartskunst, Zürich[40]